# شنایتاخ
شنایتاخ (به آلمانی: Schnaittach) یک شهر در آلمان است که در نورنبرگر لاند واقع شده‌است.